# A.J. Styles
AJ Styles tên khai sinh là Allen Neal Jones (sinh ngày 2 tháng 6 năm 1977), là một đô vật chuyên nghiệp người Mỹ. Hiện anh đang làm việc và phát triển sự nghiệp của anh ở công ty WWE dưới cái tên AJ Styles. Nơi mà anh hiện đang là WWE RAW Tag Team Championship cùng với người đồng đội Omos, Styles là cựu vô địch WWE. Anh được coi là một trong những đô vật xuất sắc nhất thế giới. Styles cũng từng là thành viên đứng đầu thứ ba của Bullet Club sau Prince Devitt và Karl Anderson và giành rất nhiều danh hiệu ở các giải đô vật như Total Nonstop Action Wrestling (TNA), Ring of Honor (ROH), New Japan Pro Wrestling (NJPW),... Tại sự kiện Royal Rumble của WWE, AJ Styles đã mất Chức vô địch WWE vào tay John Cena sau khi bị 2 cú AA liên tiếp. Anh đã đánh bại Daniel Bryan trở thành nhà vô địch liên lục địa/IC champion.

## Sự nghiệp đấu vật chuyên nghiệp

### New Japan Pro Wrestling (2014–2016)
Chi tiết: Bullet Club

## Trong đấu vật
- Finishing moves
  - Calf Crusher[323] (WWE) Calf Killer[186][324] (NJPW/TNA/W-1) (Calf slicer)[325][326] – 2013–nay
  - Figure-four leglock[327][328] – 2009–2010; adopted from Ric Flair
  - Flying armbar[329][330][331] – 2008–2009
  - Frog splash[332] – 2003–2006
  - Phenomenal Forearm[333] (Springboard forearm smash)[334][335][336][337] – 2016–nay; used as a signature move 1998–2016
  - Spiral Tap[338] (Corkscrew senton bomb)[339]
  - Styles Clash[7] (Belly-to-back inverted mat slam,[340] sometimes from the second rope)[172][334] – 2002–nay
  - Superman (Springboard 450° splash)[4] – used as a signature move from 2016–nay
- Signature moves
  - Brainbuster,[4][334] sometimes onto the ring apron[341]
  - Discus clothesline[4][334][342]
  - Diving knee drop[335][342]
  - Fireman's carry facebuster[343][344]
  - Frankensteiner,[335] sometimes inverted[335] or preceded by a kip-up[335]
  - Hollow Point (Kneeling ganso bomb)[345][346][347] – 2014–2015
  - Multiple DDT variations
    - Bloody Sunday (Lifting single underhook)[219][348] – 2014–2016; adopted from Prince Devitt[225]
    - Cliffhanger (Crucifix powerbomb hold dropped into a sitout)[334]
    - Phenomenon[4][334][339]/Stylin' DDT[349] (Springboard moonsault onto a standing opponent transitioned into an inverted)[334][335][339]
    - Tornado[350][351]

  - Multiple kick variations
    - Drop,[4][352] sometimes from the top rope[350]
    - Enzuigiri[4][334]
    - Pelé Kick[334][335] (Backflip)[342][353]
    - Spin[339]
    - Super[334]

  - Multiple suplex variations
    - Snap,[354] sometimes into the turnbuckles[355]
    - Starmaker[4] (High-angle belly-to-back)
    - Styles Suplex Special[4] (German followed by a sitout belly-to-back facebuster)[334]
    - Vertical lifted and dropped into a neckbreaker slam[4]

  - Muta Lock[4][334][335][339]
  - Over the shoulder back-to-belly piledriver[4]
  - Rack Bomb[356] (Backbreaker rack dropped into a powerbomb)[334][339]
  - Running swinging neckbreaker[4]
  - Shooting Styles Press[321] (Springboard shooting star plancha)[357][358] – 2001–2005; used rarely thereafter
  - Sliding forearm smash[359][360][361]
  - Spine Breaker (Backbreaker followed by a gutbuster)[4][335]
  - Stylin' Crab[4] (Modified Boston crab) – 2001–2002
  - Ushigoroshi[362] (Fireman's carry neckbreaker)[363][364][365][366] – name adopted from Hirooki Goto
- With Air Paris
  - Double-team signature moves
    - Atomic drop (Styles) and jumping hook kick (Paris) combination[350]
    - Catching hip toss dropped into a double powerbomb[340]
- With Christopher Daniels
  - Double-team finishing moves
    - Best Moonsault Ever (Daniels) followed by a frog splash (Styles) or vice versa[321]
- With Tomko
  - Double-team finishing moves
    - Tornado-Plex[367] (Aided snap swinging neckbreaker)
- Managers
  - Alexis Laree[368]
  - Jeff G. Bailey[369]
  - Jimmy Hart[4]
  - Mick Foley[4]
  - Mortimer Plumtree[370]
  - Ric Flair[99]
  - Sting[4]
  - Trinity[371]
  - Vince Russo[372]
- Nicknames
  - "The Champ That Runs the Camp" (WWE; as WWE World Champion)[373]
  - "The Georgia Pitbull" (WWE)[374]
  - "The Lone Wolf" (TNA)[375]
  - "Mr. TNA" (TNA)[8]
  - "The Face That Runs the Place" (WWE)[376]
  - "The New Nature Boy" (TNA)[377]
  - "The Phenomenal (One)"[378]
  - "Prince" (TNA)[379]
  - "The Prince of Phenomenal" (TNA)[380]
  - "Stylin' and Profilin'" (TNA)[381]
- Entrance themes
  - Ring of Honor
    - "Also sprach Zarathustra" by Richard Strauss[382]
    - "Touched" by VAST[382]
    - "Wherever I May Roam" by Metallica[382]
    - "DemiGods (Edit)" by LabRats featuring Slim J[382]

  - Total Nonstop Action Wrestling
    - "I Am" by Dale Oliver (2003–2006)[382]
    - "I Am" (Remix) by Dale Oliver (2006–2009)[citation needed]
    - "Get Ready to Fly" by GRITS (2009–2014)[383]
    - "Fortune 4" by Dale Oliver (used while a part of Fortune)[384]
    - "I Am, I Am" (A.J. Styles '11 Remix) by Dale Oliver (2011)[385]
    - "Evil Ways" (Justice Mix) by Blues Saraceno (ngày 2 tháng 6 năm 2013 – January 2014)[386]

  - New Japan Pro Wrestling
    - "Shot'Em" by [Q]Brick (used while a part of Bullet Club)[387]
    - "Styles Clash" by Yonosuke Kitamura[388][389]

  - WWE
    - "Phenomenal" by CFO$ (ngày 24 tháng 1 năm 2016 – present)[390]

## Các chức vô địch và danh hiệu
- All Access Wrestling
  - AAW Heavyweight Championship (1 lần)[4]
- Ballpark Brawl
  - Natural Heavyweight Championship (3 lần)[391]
- Christian Wrestling Federation/Entertainment
  - CWF/E Heavyweight Championship (1 lần)[4][392]
- Family Wrestling Entertainment
  - FWE Heavyweight Championship (1 lần)[393]
- Independent Professional Wrestling (Florida)
  - IPW Heavyweight Championship (4 lần)[394]
- Independent Wrestling Association Mid-South
  - IWA Mid-South Heavyweight Championship (1 lần)[8]
  - Ted Petty Invitational (2004)[8]
- International Wrestling Cartel
  - IWC Super Indies Championship (4 lần)[395][396][397]
- Independent Wrestling Revolution
  - IWR King of The Indies Championship (1 lần)[398]
- Maximum Pro Wrestling
  - Max-Pro Cruiserweight Championship (1 lần)[8]
- Midwest Pro Wrestling
  - MPW Universal Heavyweight Championship (1 lần)[4]
- New Japan Pro Wrestling
  - IWGP Heavyweight Championship (2 lần)[219][240]
- New Korea Pro Wrestling Association
  - NKPWA Junior Heavyweight Championship (1 lần)[4]
- NWA Wildside
  - NWA Wildside Heavyweight Championship (1 lần)[399]
  - NWA Wildside Television Championship (3 lần)[400]
- Pennsylvania Premiere Wrestling
  - PPW Tag Team Championship (1 lần) - với Tommy Suede[401]
- Pro Wrestling Guerrilla
  - PWG World Championship (1 lần)[402]
- Pro Wrestling Illustrated
  - Tag Team of the Year (2006) với Christopher Daniels[403]
  - Ranked No. 1 of the 500 best singles wrestlers of the year in the PWI 500 in 2010[404]
- Revolution Pro Wrestling
  - RPW British Heavyweight Championship (1 lần)[405]
- Ring of Honor
  - ROH Pure Championship (1 lần)[406]
  - ROH World Tag Team Championship (1 lần) – với Amazing Red[27]
  - ROH Pure Wrestling Championship Tournament (2004)[citation needed]
- Total Nonstop Action Wrestling
  - NWA World Heavyweight Championship (3 lần)[407]
  - NWA World Tag Team Championship (4 times) – với Jerry Lynn (1), Abyss (1), và Christopher Daniels (2)[408]
  - TNA Legends/Global/Television Championship (2 lần)[4]
  - TNA World Heavyweight Championship (2 lần)[409]
  - TNA World Tag Team Championship (2 times) – với Tomko (1) và Kurt Angle (1)[410]
  - TNA X Division Championship (6 lần)[411]
  - Bound For Glory Series (2013)
  - Gauntlet for the Gold (2007 – TNA World Tag Team Championship's No. một conterdership) – với Tomko[412]
  - First TNA Triple Crown Champion (5 lần)
  - First TNA Grand Slam Champion (2 lần)
  - Feud of the Year (2005) vs. Christopher Daniels[413]
  - Finisher of the Year (2003) Styles Clash[414]
  - Match of the Year (2006) với Christopher Daniels vs. Homicide và Hernandez tại No Surrender, 24/11/2006[415]
  - Match of the Year (2009) vs. Sting tại Bound for Glory, 18/10/2009[343]
  - Mr. TNA (2003–2005)[8]
  - Tag Team of the Year (2006) với Christopher Daniels[415]
  - X Division Star of the Year (2004)[414]
- World Wrestling All-Stars
  - WWA International Cruiserweight Championship (1 lần)[416]
- Wrestling Observer Newsletter
  - 5 Star Match (2005) vs. Samoa Joe và Christopher Daniels tại Unbreakable ngày 11/9 [44]
  - Best Flying Wrestler (2005)[citation needed]
  - Best Wrestling Maneuver (2003, 2015) Styles Clash[417]
  - Most Outstanding Wrestler (2014, 2015)[417][418]
  - Pro Wrestling Match of the Year (2014) vs. Minoru Suzuki on August 1[418]
  - Worst Worked Match of the Year (2006) TNA reverse battle royal on Impact![419]
  - Wrestler of the Year (2015)[417]
- WWE
  - WWE Championship (2 lần)[420]
  - WWE United States Championship (3 lần)
  - WWE Intercontinental Championship (1 lần)
  - WWE Raw Tag Team Championship (1 lần (với Omos, hiện tại)